# 雷明凯
雷明凯 (1963年—)，大连理工大学材料科学与工程学院院长、教授，主要从事工程表面加工与评价和光电子薄膜与器件等方面的研究工作。入选中华人民共和国教育部2008年度"长江学者"特聘教授。曾就读于大连工学院（今大连理工大学）金属材料专业。